# Brenham
Brenham är en stad i den amerikanska delstaten Texas med en landyta på 30,72 km² och en folkmängd som uppgår till 15 716 invånare (2010). Brenham är administrativ huvudort i Washington County.

## Kända personer
- Ricky Seilheimer, basebollspelare[1]
- Sadie Sink, skådespelare